# Heßstraße
Die Heßstraße ist eine rund 1,9 km lange Straße in München. Sie führt von der Barer Straße in der Maxvorstadt nach Nordwesten zur Infanteriestraße/Schwere-Reiter-Straße in Neuhausen. Bis Ende der 1940er Jahre erstreckte sich die Straße bis zum Nymphenburger Kanal.

## Beschreibung
An ihr liegen die Technische Universität München, die Utopia Halle (Nr. 132), die Luitpold-Kaserne, die Feuerwache 4, der Münchner Ableger des Chaos Computer Clubs, die Wohnheimsiedlung Maßmannplatz sowie der Lawinenwarndienst und die Geowissenschaftliche Sammlung des Bayerischen Landesamts für Umwelt. Am Haus 70 sind Die sieben Todsünden als Fassadenschmuck gestaltet. Beim Maßmannpark kreuzt sie die Schleißheimer Straße.
Die Häuser 28, 59, 61, 63, 65, 67, 69, 71, 72, 77/79, 78, 80, 82, 86 sowie 88 sind als Baudenkmäler geführt, siehe: Liste der Baudenkmäler in der Maxvorstadt #H
An ihr lag ebenfalls die Neue Militärschwimmschule (Heßstraße 129). In der Heßstraße 8 lebte Hermine Eberstadt (* 16. April 1853 als H. Masbach in Neuwied). Sie wurde am 24. Juni 1942 aus München deportiert.
Obwohl für Kfz eine Einbahnstraße mit in den Straßenabschnitten wechselnden Fahrtrichtungen, ist die Heßstraße für Radler durchgängig in beiden Richtungen befahrbar.
Die Straße wurde ab dem Jahr 1867 nach den Brüdern und Malern Peter von Hess (1792–1871) und Heinrich Maria von Hess (1798–1863) benannt. Um Missverständnissen bei der Namensgebung entgegenzutreten und zu verdeutlichen, dass die Straße nicht nach dem NSDAP-Politiker Rudolf Heß benannt wurde, der lange Zeit in München gelebt hatte, wurden entsprechende Erläuterungsschilder angebracht, die auf die Gebrüder Hess verweisen.

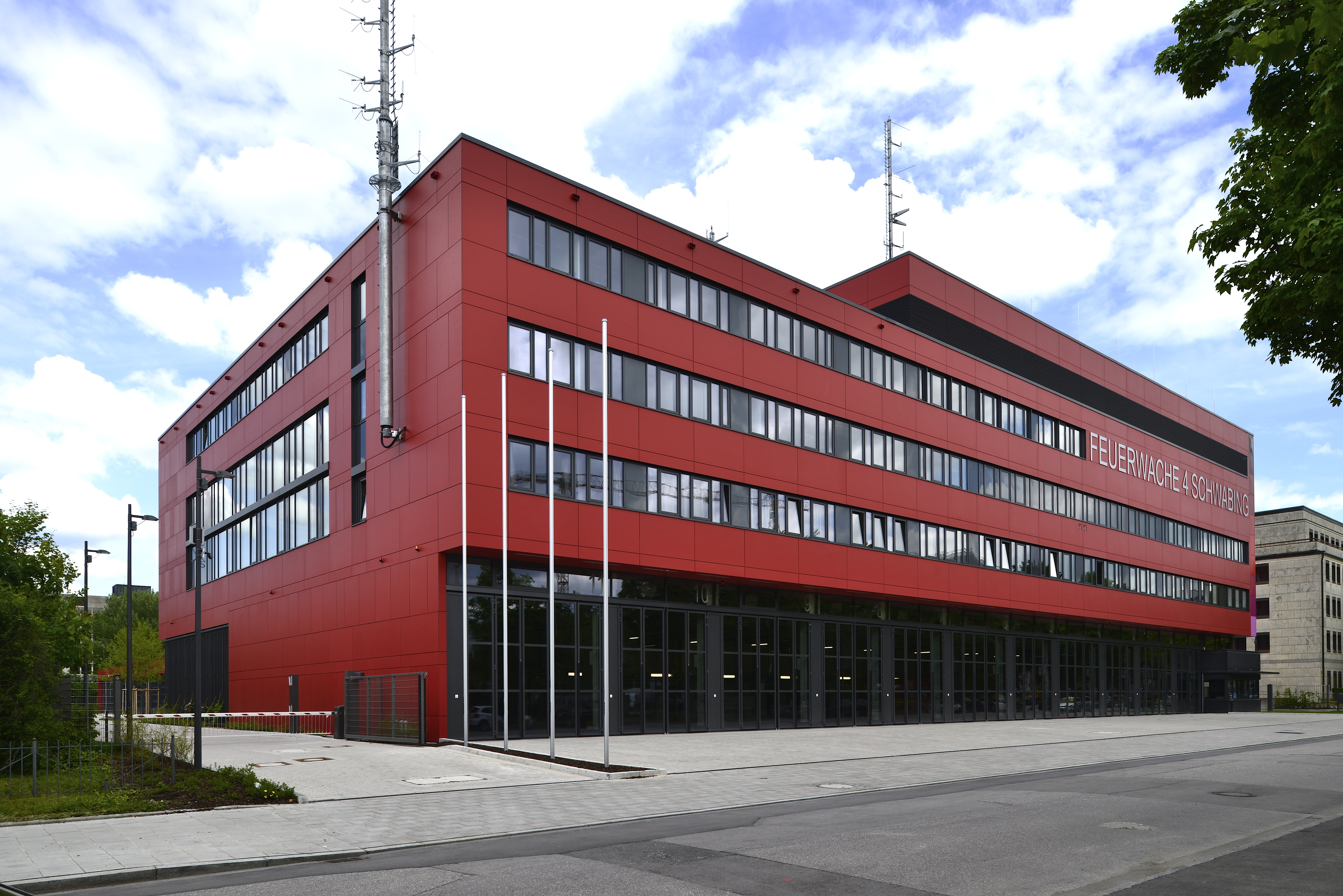
Feuerwache 4 (Nr. 12)
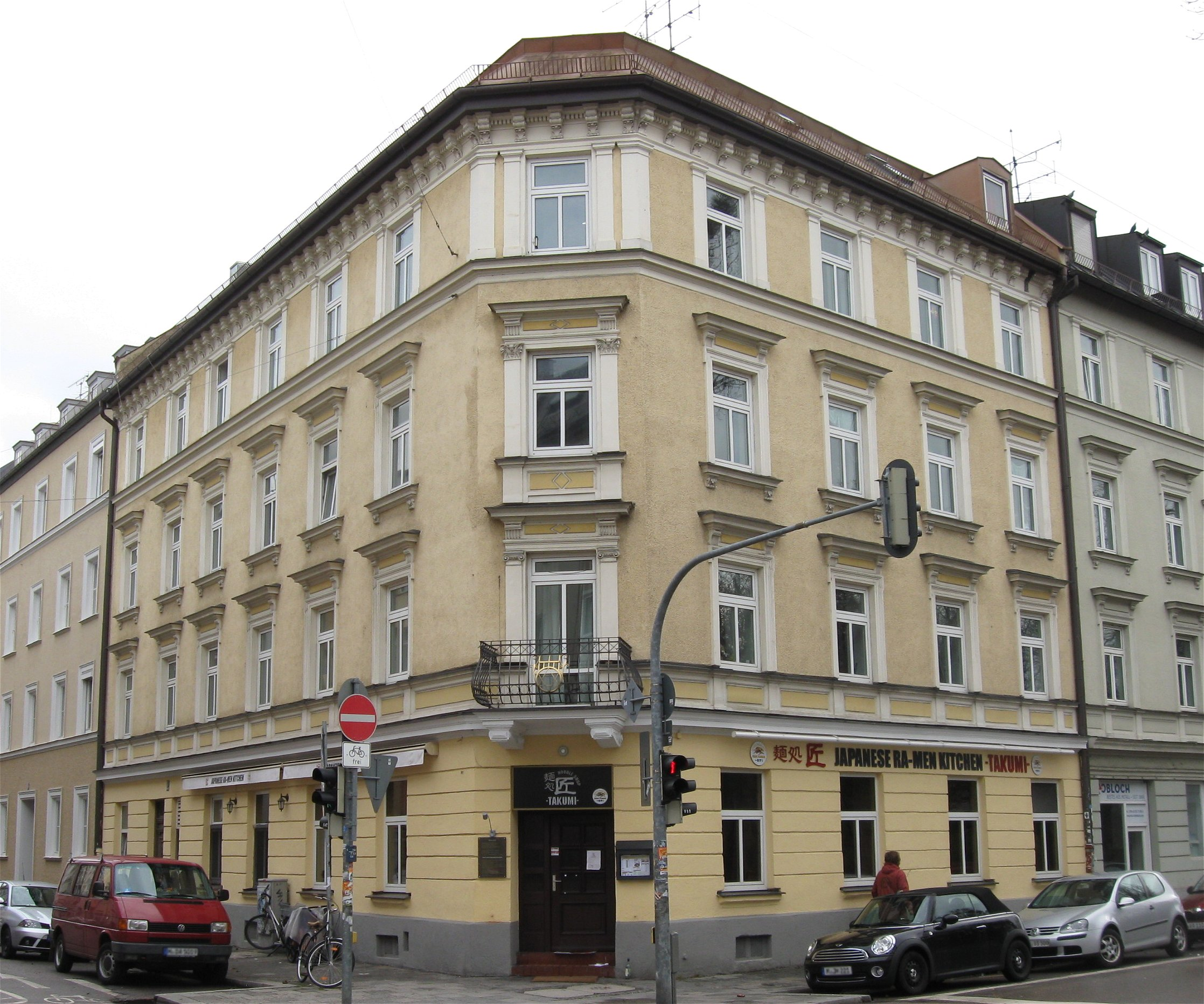
Heßstraße 71
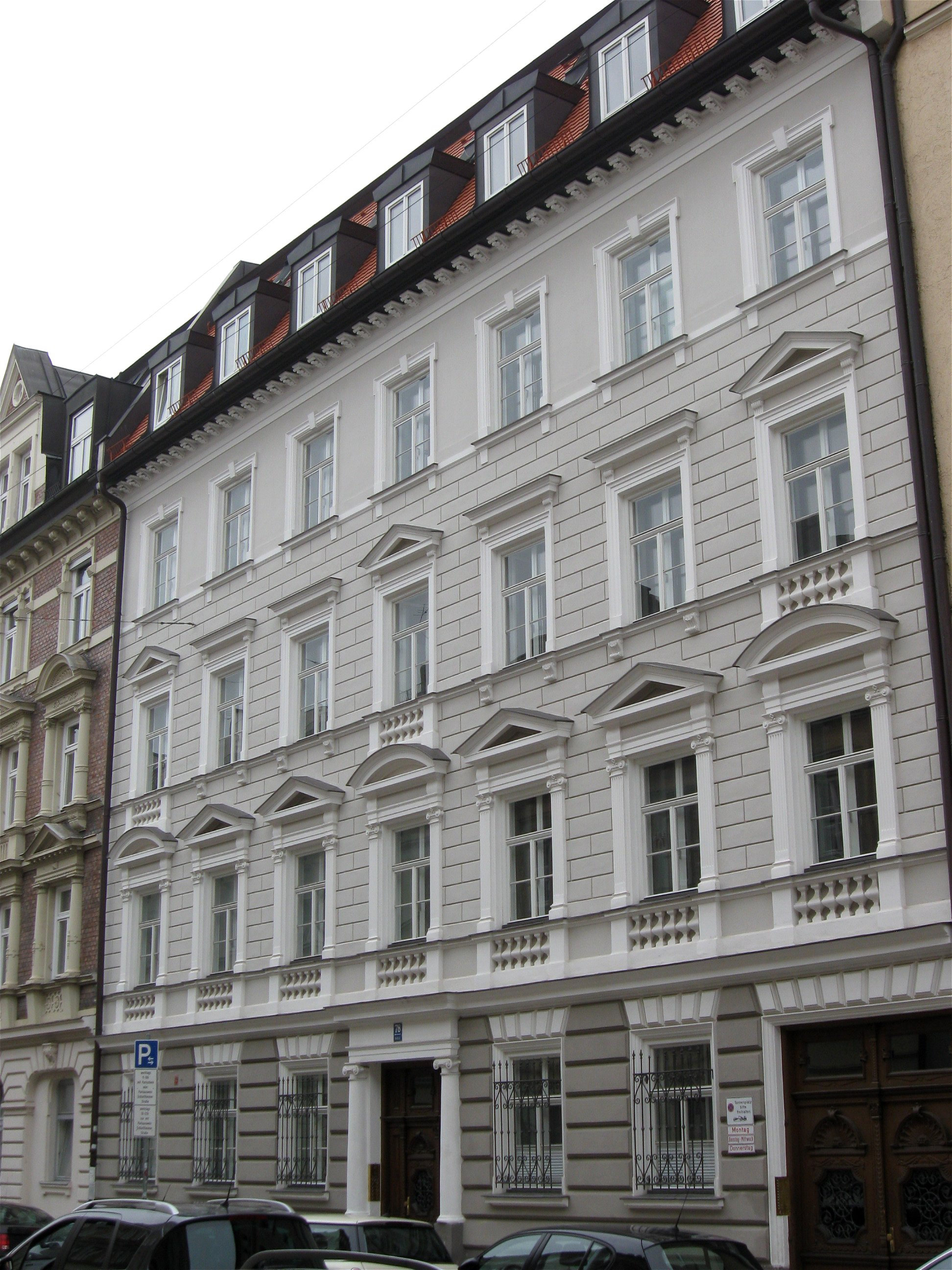
Heßstraße 78
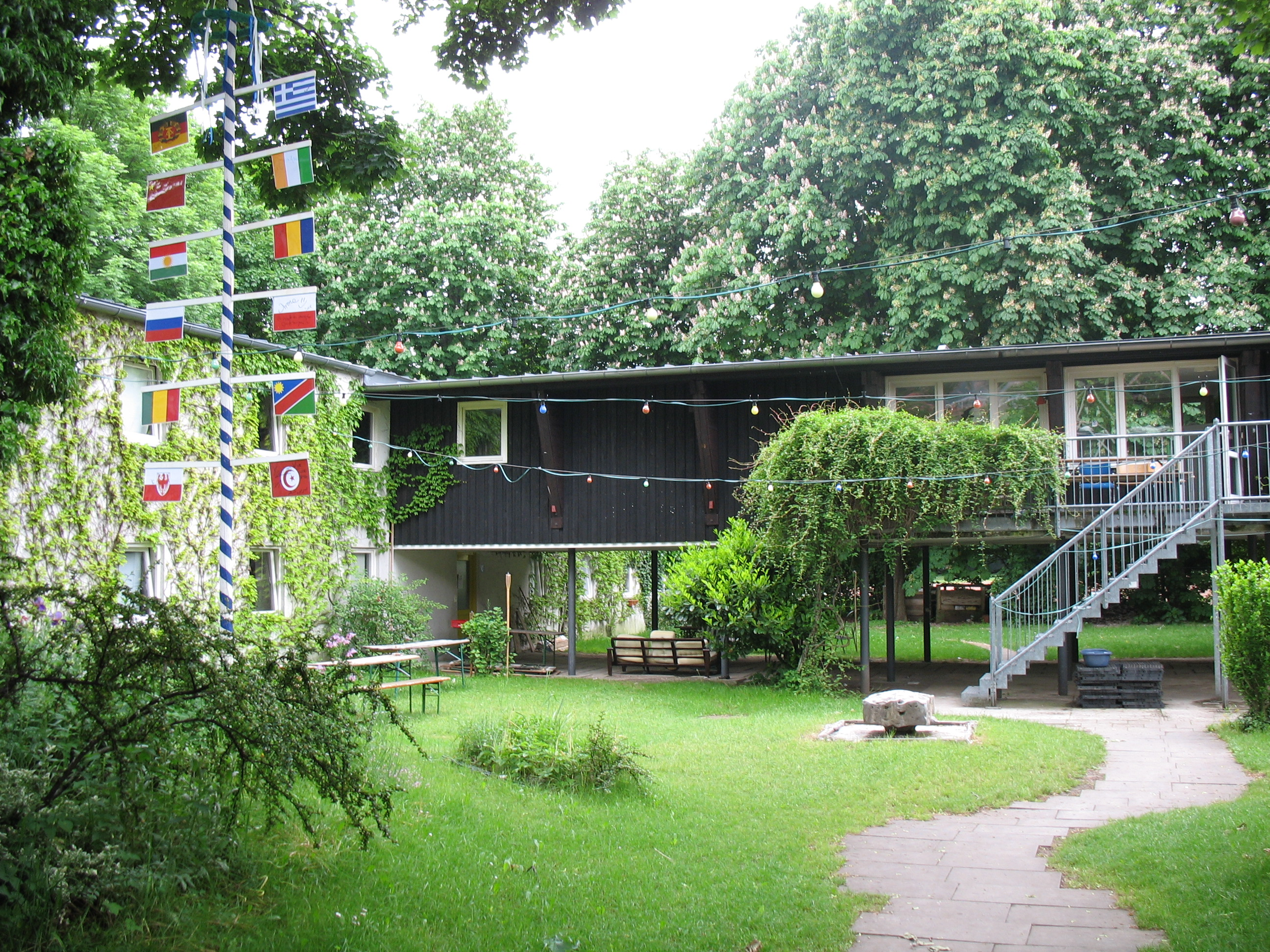
Wohnheimsiedlung Maßmannplatz (Nr. 77/79)
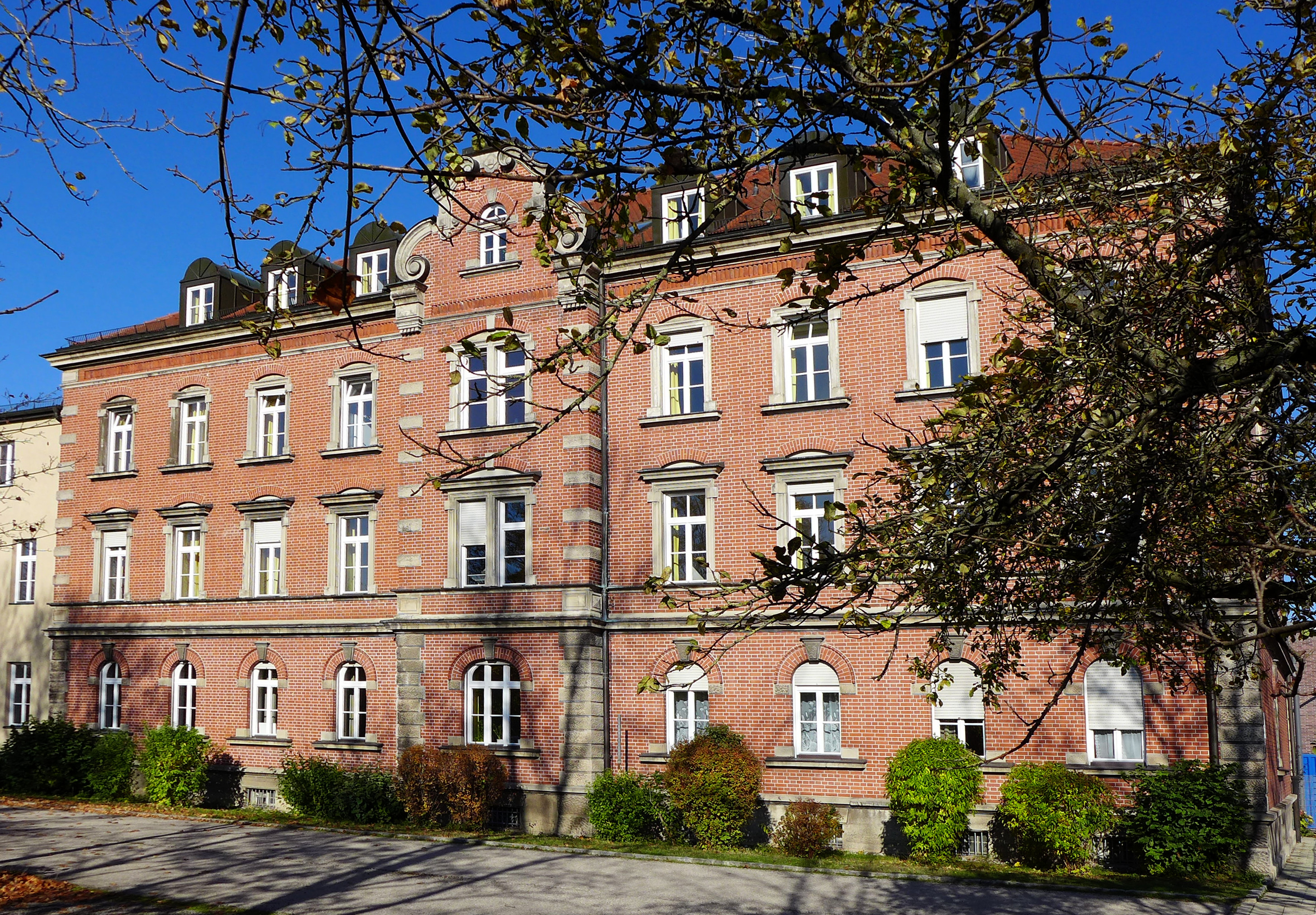
Heßstraße 136
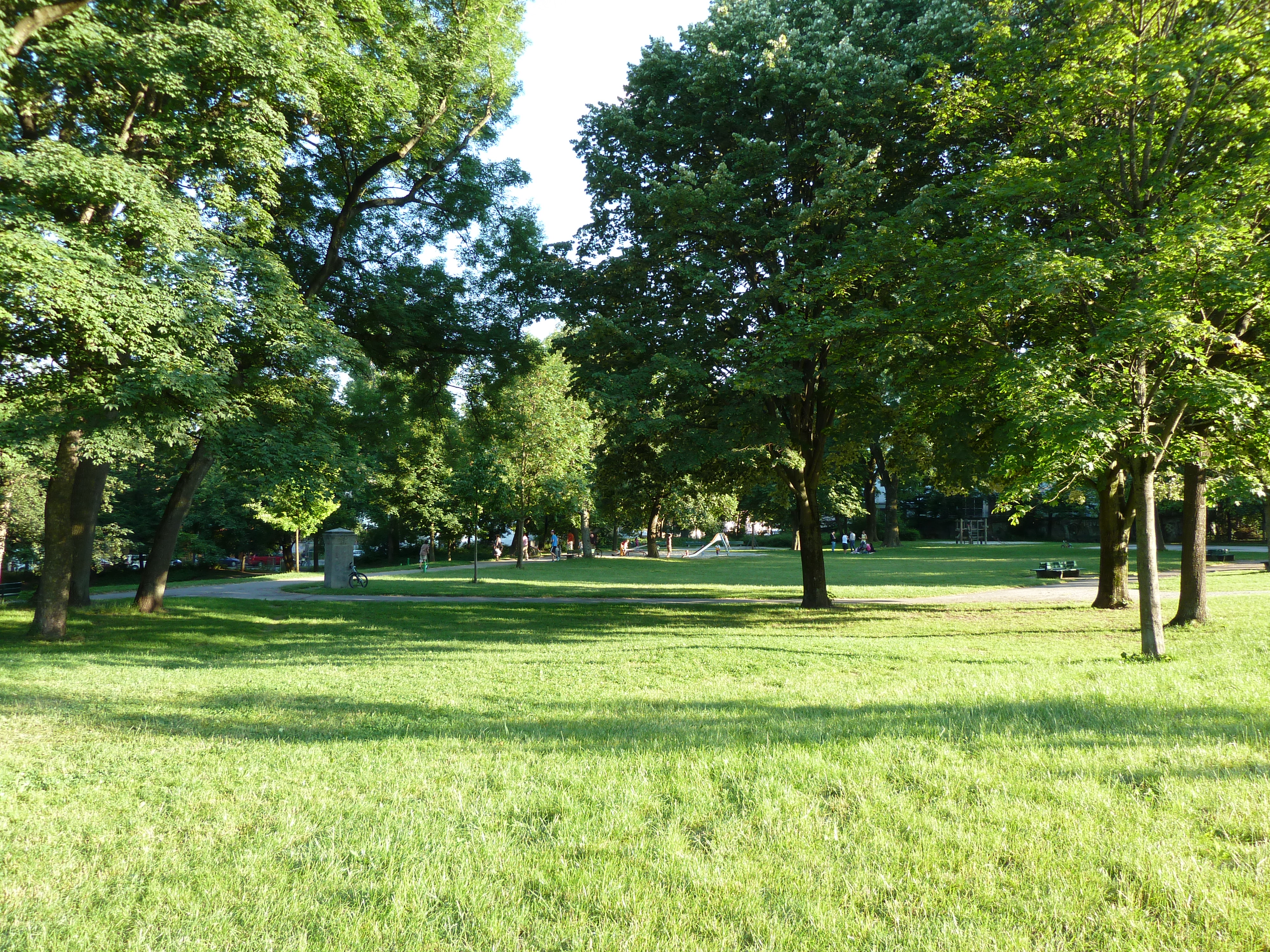
Maßmannpark